# Festalemps
Festalemps foi uma comuna francesa na região administrativa da Nova Aquitânia, no departamento Dordonha. Estendia-se por uma área de 12,47 km². Em 2010 a comuna tinha 254 habitantes (densidade: 20,4 hab./km²).
Em 1 de janeiro de 2017, passou a formar parte da nova comuna de Saint Privat en Périgord.